# 現代人 (映画)
『現代人』（げんだいじん）は、渋谷実監督、1952年公開の日本映画である。中央官僚組織を舞台に戦後日本社会の暗部を描いた。1953年のカンヌ国際映画祭で上映された。
主演の池部良は東宝の俳優であったが、五社協定を破ってこの作品に出演した。後に池部は、この映画出演が彼に俳優業に対するプロ意識を芽生えさせたことから「自分にとってターニングポイントとなった記念すべき作品」と語った。ただし五社協定の成立は公開の翌年、1953年である。

## あらすじ
国土省建設局管理課長の荻野守利は、病気療養中の妻を抱えながら銀座のホステスと愛人関係にあった。妻の療養費と愛人関係の維持費を工面するために、荻野は土木会社経営者の岩光正男に唆され、部下とともに汚職に手を染めていく。部下の異動をきっかけに不正から足を洗おうと決意した荻野であったが、アプレ青年小田切徹が入れ替わりに部下となったことで更なる深みにはまっていった。

## 出演者
- 小田切徹：池部良
- 荻野泉：小林トシ子
- 荻野守利：山村聡
- マダム品子：山田五十鈴
- 岩光正男：多々良純
- 三好：伊達信
- 検事：芦田伸介
- 荻野靜：高野由美
- 文野朋子
- 宗藤本の芸者：望月優子
- 小田切の父：山路義人
- 小田切の兄：安部徹
- 入札業者：奈良真養
- 入札業者：諸角啓二郎
- 長尾敏之助
- 遠山文雄
- 入札業者：永井達郎
- 川村禾門
- 萩野家の婆や：高松栄子
- 紅沢葉子
- 小田切の母：水上令子